# Gare de Sottevast
La gare de Sottevast est une gare ferroviaire française, fermée et détruite, de la ligne de Mantes-la-Jolie à Cherbourg, située sur le territoire de la commune de Sottevast, dans le département de la Manche en région Normandie.
Mise en service en 1858 par la Compagnie des chemins de fer de l'Ouest, elle est fermée à la fin du XXe siècle par la Société nationale des chemins de fer français (SNCF).

## Situation ferroviaire
Établie à 49 m d'altitude, la gare de Sottevast était située au point kilométrique (PK) 352,266 de la ligne de Mantes-la-Jolie à Cherbourg, entre la gare ouverte de Valognes et la gare fermée Couville.
C'était une gare de bifurcation, aboutissement de la ligne de Coutances à Sottevast (désaffectée) après la gare de Rocheville.

## Histoire
La station de Sottevast est mise en service le 17 juillet 1858 lors de l'ouverture de la section de Caen à Cherbourg par la Compagnie des chemins de fer de l'Ouest. Elle est située à proximité immédiate du bourg centre de cette commune de 922 habitants. Il s'agit d'une station de troisième classe ayant coûté 38,374 francs comprenant notamment, un bâtiment voyageurs, un cabinet d'aisances, une lampisterie et un hangar à marchandise.
Sottevast devient une gare de bifurcation le 27 janvier 1884 avec la mise en service de la ligne de Coutances à Sottevast qui va permettre des relations de Cherbourg à Coutances et Avranches, via Sottevast.

## Service des voyageurs
Le service prend fin en 1981 comme les autres gares de la section de Valognes à Cherbourg en raison du faible nombre de voyageurs. La gare restera cependant encore active quelques années. Elle fermera définitivement entre 1994 et 1996 avant d’être démolie lors des travaux d’électrification de la ligne[réf. souhaitée].

## Après le ferroviaire
En 2010, l'ensemble des bâtiments a disparu. Il ne reste que quelques mètres des anciennes barrières ; elles clôturent un espace à proximité des deux voies électrifiées de la ligne.